# هاري جنسن
هاري جنسن (بالنرويجية البوكمول: Harry Jensen)‏ هو سياسي نرويجي، ولد في 18 فبراير 1940، وتوفي في 21 ديسمبر 1990. حزبياً، نشط في حزب التقدم. وقد انتخب عضو برلمان النرويج ‏.